# かつて小売店舗を運営していたダイエーグループの会社
かつて小売店舗を運営していたダイエーグループの会社では、かつて、店舗を運営していたことがある関連会社に加えて、業務提携・FC契約の会社で、子会社化や店舗をダイエーグループが継承したものについて記述する。
かつての業務提携・FC契約の会社で、フランチャイズ中の事業撤退、フランチャイズ契約解除による離脱の会社については過去に存在したダイエーのフランチャイズ店舗#かつてフランチャイズや業務提携で店舗を運営していた会社を参照。
FC契約の会社についてはFCを会社の頭に記載する。

## 北海道地区
- 北海道ダイエー（1976年（昭和51年）8月25日[1] - 1991年（平成3年）3月[2]1日、ダイエーに吸収合併） 札幌市白石区厚別東2条2-3-15[1]

北海道のダイエー店舗を運営する子会社として設立。後に当社が運営する事となる、北海道1号店の札幌店と2号店の白石店はダイエー本社が出店した為、当社は3号店の琴似店から出店を開始した。1985年（昭和60年）9月にはプランタン新さっぽろの営業権を引き継ぎ事業部も設置した。運営の効率化の観点から、1991年（平成3年）3月にダイエーに吸収され消滅。運営していた店舗は全て直営に切り替えられた。
- 岩見沢ダイエー（1981年（昭和56年） - 1987年（昭和62年）3月に北海道ダイエーに吸収合併[3]）

岩見沢店を運営する北海道ダイエーの完全子会社として設立し、ダイエーにとっては孫会社であった。1987年（昭和62年）3月に北海道ダイエーに吸収。岩見沢店は、そのまま北海道ダイエーが引き継いだ。
1991年（平成3年）3月に北海道ダイエーがダイエーに吸収され、直営の岩見沢店（店番号:0419）となり、2015年（平成27年）8月23日に閉店した。
- 北海道ジェイ・アール・ダイエー（JR Daiei・1992年（平成4年）8月21日[5] - ？）

ダイエーと北海道旅客鉄道の合弁会社として資本金1.5億円をJR北海道が1億円、ダイエーが5000万円出資して1992年（平成4年）8月21日にJR北海道本社内に本社を置く形で設立された。「JRダイエー（JR Daiei）」のブランド名でJR北海道の駅周辺やJR北海道の遊休用地を利用して出店していた。一部はJR北海道子会社運営の「ジェイアール生鮮市場」となっている。
- プランタン北海道（1983年（昭和58年） - 1985年（昭和60年）9月1日、北海道ダイエーに営業権譲渡[8]）

プランタン新さっぽろを運営する会社。独立採算制を取るべく、ダイエーが完全出資して設立した子会社で、不採算であった当店の再起を図るも実らず、1985年（昭和60年）9月に運営を北海道ダイエーに引継ぎ、その後、消滅した。
- ホリタ → 函館ダイエー → 北海道スーパーマーケットダイエー → グルメシティ北海道（1953年（昭和28年）9月11日[9] - 1976年（昭和51年）11月[10] - 2009年（平成21年）9月1日にダイエーに吸収合併[11]） 函館市本町22-2[12]

1976年（昭和51年）11月にダイエーの出資を受けて傘下に入り、1990年（平成2年）3月1日に同じくダイエーと業務提携を行っていた「ホリタ」と合併して「函館ダイエー」となった。
旧函館ダイエーが1993年（平成5年）10月15日に北海道SMダイエーとなり、同年11月1日付で営業譲渡を西村から受け、本社も札幌市厚別区に移転した。2009年（平成21年）9月1日にダイエーに吸収合併された。
- 棒二森屋（1936年（昭和11年）6月12日[15] - 2019年（平成31年）1月31日。1994年（平成6年）2月28日にアドバンスド・デパートメントストアーズオブジャパン（ADS）に営業権を譲渡し清算[16] 函館市若松町17-12[12]

1936年（昭和11年）6月12日創業の函館の百貨店。
1994年（平成6年）2月28日に同じダイエーグループのアドバンスド・デパートメントストアーズオブジャパン（ADS）に営業権を譲受し、従業員の大半も移籍した。その後、2005年（平成17年）12月1日に同じダイエーグループの百貨店の中合が継承した。
2019年（平成31年）1月31日をもって閉店。同じイオングループの「イオンモール」が跡地での再開発を計画中。
- ボーニストア（? - 1990年（平成2年）3月1日に合併して「函館ダイエー」[13]） 函館

棒二森屋の子会社（出資比率84.0%）としてスーパーマーケットを運営していた。
1990年（平成2年）3月1日に同じくダイエーと業務提携を行っていた「ホリタ」と合併して「函館ダイエー」となり、道央進出に伴って1993年（平成5年）10月15日に社名を「北海道SMダイエー」と変更した。

## 東北地区
- ショッパーズ弘前（? - 2005年（平成17年）11月、閉店により解散） 青森県

ショッパーズ弘前店を運営していた子会社。
- 中三二戸（1983年（昭和58年） - ?） 青森県
- 三春屋（1953年（昭和28年）3月[9] - 2000年（平成12年）6月にアドバンスド・デパートメントストアーズオブジャパンと合併[19]） 青森県

1985年（昭和60年）に当時日本一の総合スーパーだったダイエーの支援を受けて傘下に入り、1995年（平成7年）にダイエーの完全子会社となった。
- ヤマニ三春屋（? - ?） 青森県
東北地方の百貨店「三春屋」の子会社として設立。1980年（昭和55年）6月に岩手県水沢市の水沢駅前に開店した[21]。1981年（昭和56年）4月に買収[22]。
- グリーンプラザ → 東北スーパーマーケットダイエー（1999年（平成11年）3月[23] - 2002年（平成14年）11月末に営業不振により解散[23]） 岩手県

東北の岩手県・青森県を中心にダイエーを運営していた会社。1999年（平成11年）から福島県の光商事・山形県の山交ダイエーが運営していた店舗の営業権を譲り受け全14店を運営することになる。
ダイエーの経営悪化により店舗・子会社・事業を整理する際、「東北地方に閉鎖店舗はない」としていたが2002年（平成14年）8月19日に東北地方も整理対象に入り運営していた全店の閉鎖が決まった。2002年（平成14年）11月末に解散。
- 酒田大沼 → 酒田ダイエー（? - 1991年（平成3年）10月、ダイエーに店舗を譲渡し清算） 山形県

地元の老舗百貨店、大沼が酒田駅前に進出する際に設立した子会社。「大沼 酒田店」を運営していた。
その後はダイエーと業務提携を行い、大沼の看板を下ろしダイエーの看板を掲げ、社名を酒田ダイエーに変更。FC酒田店として営業するも営業赤字が続いていた。
収益改善を図るために1991年（平成3年）10月にダイエーに店舗を譲渡した後に清算された。
その後、酒田店（店番号:0433）として営業するも2005年（平成17年）に閉鎖された。
- 山交興業 → 山交ダイエー[24]（? - 1999年（平成11年）3月1日、グリーンプラザに営業権譲渡） 山形県山形市香澄町3-2-1 山交ビル

山形交通（現:ヤマコー）の商業事業としてダイエーと契約を結び設立された山形県内の一部のダイエー店を運営する会社。
1991年（平成3年）3月にダイエーの食品スーパーを運営する子会社の再編により、グリーンプラザに全店の営業権を譲渡した後、用地と建物を管理する不動産会社となるも、後に清算された。
- 郡山ショッパーズプラザ → 郡山ダイエー（1983年（昭和58年）9月 - 1995年（平成7年）2月、閉店により清算） 福島県

郡山店を運営していた会社。かつては直営であったが、営業不振に陥り子会社が誕生した。
郡山店の閉鎖により清算された。

## 関東地区
- FC丸登・FC研究都市開発（1987年（昭和62年） - 1993年（平成5年）11月にセイフーに営業権譲渡[25]）

筑波のマルトを運営する老舗スーパー。大型店の進出により窮地に立たされていたが、1987年（昭和62年）にダイエーの子会社であるセイフーが支援し改装を行っていた。
その後の店舗はセイフーが受け継いだ。
- 上毛シルクプラザ（1979年（昭和54年）[26] - ） 前橋市六供町370
- 高崎ショッパーズプラザ（? - 1994年（平成6年）、閉店により清算[27]） 群馬県

高崎店を運営していた会社。かつては直営であったが、営業不振に陥り子会社が登場した経緯があった。
高崎店の閉鎖により清算された。
- 津田沼ダイエー（1978年（昭和53年）5月20日設立[28] - 1986年（昭和61年）、直営化により吸収）

ダイエーが地元と出店話を円滑に進めるために設立し、津田沼店を運営していた会社。
- 一徳 → トウキョウダイエー（1964年（昭和39年）1月[29] - 1969年（昭和44年）8月に吸収合併[29]） 東京都

東京と埼玉県で4店舗を展開していたスーパー一徳を1964年（昭和39年）1月に買収し、トウキョウダイエーに改称した。
全国の地方で運営していた会社を集約する為、1969年（昭和44年）8月にダイエーに吸収され消滅した。
- マルシンダイエー（? - ?、不明） 東京都

丸信東京店を運営する会社。中国地方から東京に丸信が進出した際に、ダイエーと提携。共同出資で設立した子会社でもある。
マルシンダイエーは、1977年（昭和52年）6月20日に丸信がダイエーに営業譲渡し、ダイエー北千住店として営業。1981年にディスカウントストアのトポス北千住店（店番号:0118）へ業態転換し、後に総合スーパーとして営業した後
、2016年（平成28年）11月14日に閉店した。
- ダイエー・ホールセールクラブ・コーポレーション（1998年（平成10年）7月28日 - 2002年（平成14年）、ブランド廃止により清算） 東京都北区

会員制ディスカウントストア「Kou's」を運営していたダイエーの子会社。
「Kou's」の廃止に伴い会社も清算された。
- ダイエー・ハイパーマート（1999年（平成11年）8月1日 [32]- 2002年（平成14年）2月、損益改善の為、清算） 東京都

ハイパーマーケット業態の「ハイパーマート」を運営していた会社。
一体運営による営業力強化と財務体質の強化による早期損益改善を図るため、同じくハイパーマートを運営するために設立された「ディー・ハイパーマート」に店舗を譲渡し会社は清算された。
- さかえビルディング[33] → ディー・ハイパーマート[33]（? - 2002年（平成14年）、ブランド廃止に伴い清算） 東京都板橋区

ハイパーマーケット業態の「ハイパーマート」をダイエー・ハイパーマートから受け継いだ会社。かつては不動産部門だった。全29店舗。
2002年（平成14年）にハイパーマートが廃止されることが決まり、運営していた閉鎖対象を除く11店舗をダイエーに移管し清算された。
- アドバンスド・デパートメント・ストアーズ・オブ・ジャパン（略称:ADS、1985年（昭和60年）3月6日[9] - 2005年（平成17年）12月1日に中合と合併[17]） 東京都港区芝公園2-4-1・秀和芝パークビルA館[9]

ダイエーグループの地方百貨店の指導などを行っていた会社。ダイエーとプランタン銀座の共同出資によって誕生した。
1995年（平成7年）には北海道の棒二森屋を、2000年（平成12年）に青森の三春屋の経営権を取得し運営に当たっていたが債務超過となっていた為、2005年（平成17年）12月1日付で福島の中合と合併して運営していた店舗は全て中合に引き継がれた。
- 忠実屋（1992年（平成4年）3月[34] - 1994年（平成6年）3月1日にダイエーに吸収合併[35]） 東京都新宿区歌舞伎町2-1-11

- シズオカヤ（? - 2000年（平成12年）6月1日にセイフーに吸収合併[36]） 東京都新宿区

- プランタン銀座（1983年（昭和58年）8月17日[37] - 2002年（平成14年）6月14日にダイエーグループから離脱[38]） 東京都中央区銀座3-2-1[37]

プランタン3号店のプランタン銀座を運営する為に、ダイエーが初めて設立した子会社。
- サンコー（1961年（昭和36年）11月10日設立[39] - 1970年（昭和45年）2月27日に提携[40] - 1981年（昭和56年）7月31日にマルエツと合併[41]） 神奈川県川崎市川崎区榎町9-21[42]

神奈川の地場スーパー。ダイエーが発足して初めて地場スーパーと業務提携を結んだ会社で神奈川へ進出する鍵となった。
初期は共同で鶴見店を出店し、その後は大型スーパーの運営を離れ小規模のスーパーを多数展開したがマルエツと組むことなり、1981年（昭和56年）に消滅した。なお、マルエツがダイエーグループに入るキッカケを作ったのもサンコーである。
- ショッパーズプランタン横浜（1989年（平成元年） - 1994年（平成6年）、ダイエーに店舗を譲渡） 神奈川県

金沢八景プランタンを運営する子会社。ダイエーとプランタン銀座が共同出資し設立された。
ダイエーが忠実屋・ユニードダイエー・ダイナハと合併するのを前に子会社の整理を行い当社が店舗運営から撤退しダイエーに店舗を譲渡した。
その後は建物・土地を管理する会社として暫く存続するも後に清算され消滅した。
運営していた金沢八景プランタンは金沢八景店（店番号:0613）として現在も営業を続けている。

## 甲信越・北陸地区
- やませ（1959年 - 1981年（昭和56年）提携[43] - 1996年（平成8年）9月にセイフーに営業権譲渡[25]） 新潟県新津市田家2-1956-1[44]

新津市を中心に展開していた地場スーパー。1981年（昭和56年）からダイエーと提携を結んでいたが経営が悪化し、1981年（昭和56年）にダイエーの完全子会社となった。田富店に事務所を置いていた。
1996年（平成8年）9月にセイフーに営業権を譲渡。
- ニューカネダイ → カネダイ（? - 1996年（平成8年）、ダイエーに店舗を譲渡） 新潟県

ダイエーカネダイ新発田店を運営する会社。新潟で石油を取り扱う川崎商会が設立した。
その後、ダイエーに店舗を譲渡しスーパー事業から撤退した。
- FCササイ（1982年（昭和57年）提携[45] - ?） 長野県

長野・松本地区の地場スーパー。1996年（平成8年）3月にセイフーが2店の営業権を取得して継承した。
- FCタイヨー（1963年（昭和38年）創業 - 1982年（昭和57年）8月提携[8] - 1991年（平成3年）11月30日、ダイエー直営化により清算） 富山県

不動産・映画等を展開する山口グループのスーパー。富山県内では老舗スーパーの部類に入る。1980年（昭和55年）代から大型スーパーの登場により経営が傾いていた為、ダイエーと提携し。後にSC「ダイエープラザ」の核店舗としてオープンした。更に、1983年（昭和58年）にはダイエーのロゴマークを使用するなどダイエー色に染まっていった。
1991年（平成3年）にはダイエーが全株式を取得し完全子会社化とすると、同年にダイエーの直営化が決まり清算された。

## 東海地区
- 岐阜ダイエー（? - 2002年（平成14年）4月30日の閉店[46]により清算） 岐阜県岐阜市真清田清住町2-4-1[1]

岐阜店を運営していた会社。かつては直営であったが、営業不振に陥り誕生。
2002年（平成14年）4月30日のダイエー岐阜店閉店により消滅した。
- エコー中津川（1977年（昭和52年） - 1994年（平成6年）、直営化により清算） 岐阜県
- トウア → 東海ダイエー（1950年 - 1981年（昭和56年）提携開始[43] - 1987年（昭和62年）ダイエーの100%出資子会社化[47] - 1996年（平成8年）9月1日にセイフーに営業権を譲渡[47] - 2000年（平成12年）6月1日に東海ダイエーをセイフーに吸収合併[36]） 静岡県浜松市初生町594-1

かつては静岡県西部の地元大手スーパーで、同地区に1981年（昭和56年）時点で18店舗を構えていたが、激しい競争で営業不振に陥り子会社化された。
- 東海ショッパーズプラザ（1985年（昭和60年）5月1日 - ?） 愛知県一宮市真清田1-1-28[1]

一宮店を運営していた会社。かつては直営であったが、営業不振に陥り子会社が登場した経緯があった。
その後、トポスとなり再起を図るも閉鎖されたため消滅した。
- FC名東ショッピングセンター（1980年（昭和55年）7月 - 1991年（平成3年）10月、ダイエーに店舗を譲渡し清算） 愛知県

地元の土地・建物を管理する三協の全額出資で設立されたSC運営会社。1983年（昭和58年）9月23日に総合SC「メイトピア」を開業。ダイエーのFCに加盟しており、あらゆる面での運営にダイエーが協力していた。しかし、売上げはバブル経済の崩壊もあって減少。1991年（平成3年）10月には所有していた店舗をダイエーに譲渡し清算され消滅した。
現在はメイトピア店（店番号:0434）として営業を続けている。

## 近畿地区
- サカエ（旧）（1951年（昭和26年）8月1日設立[18] - 1973年（昭和48年）5月提携[48][22] - 2002年（平成13年）3月1日付でミドリや丸栄商事と合併して経営統合[49]） 大阪府大阪市天王寺区真田山町4-8[12] → 大阪市東区平野町2-27[50]

1951年（昭和26年）創業の中内功の叔父である中内傅がサカエ薬局として開業した老舗スーパー。
1971年（昭和46年）末で「スーパーチェーンサカエ」を14店経営していた。
1973年（昭和48年）5月にダイエー株式の20%を取得し、商品の全面的な供給を開始した。この提携開始時点では大阪南部と京都に店舗を展開していた。
1988年（昭和63年）にエスマートの3店舗を継承し、1989年（平成元年）2月末時点で26店舗を展開していた。
末期はスーパーの運営の他にダイエーの不動産などの目的として機能していた。
- ミドリ（1981年（昭和56年）6月23日設立[24] - 2002年（平成13年）3月1日付でサカエや丸栄商事と合併して経営統合[49]）和歌山県西牟襲郡上富田町生馬108 → 和歌山県田辺市宝来町21-1[24]
- 丸栄商事（1976年（昭和36年）5月8日設立[52]- 1976年（昭和51年）1月提携[52] - 2002年（平成13年）3月1日付でサカエやミドリと合併して経営統合[49]）大阪府大阪市東淀川区西宮原町新大阪センイシティ[12][52] → 大阪市淀川区西宮原1-8-31 金沢ビル

1971年（昭和46年）末で「スーパーマルエー」を8店経営していた。
- ヒカリ屋（1990年（平成2年）4月提携[53] - ?） 滋賀県草津市大路1-14-1

1962年（昭和37年）に草津市の栄町商店街で「主婦の店ひかり屋」としてスーパーを開業し、1968年（昭和43年）に草津駅前に進出した。
- プランタンなんば（? - ?） 大阪府

- 関西ユニード（? - 1991年（平成3年）、ダイエーに店舗を譲渡し清算） 大阪府
- プランタンデパート甲子園（1993年（平成5年）6月[55] - 1995年（平成7年）8月31日にダイエーに店舗を譲渡し[55]、清算） 兵庫県

プランタン甲子園を運営していた会社。不採算による子会社整理の影響でダイエーに店舗を譲渡。その後、清算された。
1995年（平成7年）9月1日からは甲子園店（店番号:0633）として営業を続けている。
- プランタン神戸（? - ?） 兵庫県

- プランタンデパート関西（? - ?） 兵庫県

- FC風車卸衣料 → FCダイエーふうしゃ（? - 1995年（平成7年）9月1日、ダイエーに店舗を譲渡し他事業を展開） 兵庫県西脇市西脇963

かつては製糸会社であったが1971年（昭和46年）10月5日にダイエーとFC契約を結び同10月29日に「ダイエーふうしゃ」へと社名変更している。
西脇市にショッピングセンターを構えるも営業不振により1995年（平成7年）7月にダイエーに「ハイパーマート西脇店」を譲渡しスーパー事業から撤退。
その後はダイエーコンビニエンスシステムズ（現:ローソン）の子会社となりダイエーとのFC契約を解除。
そして不動産業への道を歩みだしダイエーホールディングコーポレーションの完全子会社となった上で現在は「ディーホールド」となっている。

## 中国地区
- FCエイシン → FCショッパーズエイシン（1970年（昭和45年） - 1995年（平成7年）、経営不振により解散） 岡山県真庭郡

久世店等、岡山を中心に店舗を運営していた地元共同出資の会社。
1989年（平成元年）には同業の徳島のハトヤと愛媛のダック松山と合併、ショッパーズエイシンとなり店舗展開を行うも、経営不振に陥り全店が閉鎖され会社自体も解散。後に清算された。
- FC倉吉サンプラザァ +FCショッパーズトーホー→ FC倉吉サンピア（? - 1995年（平成7年）、直営化により清算） 鳥取県

倉吉サンピアのディベロッパー会社。米子市の(協)やよいデパートが倉吉出店計画に伴い設立していた現地法人（株）倉吉やよいと（株）東宝企業、金融機関などの合弁会社。

## 四国地区
- FC南海百貨店（1971年（昭和46年）[12] - 1991年（平成3年）、直営化により清算） 愛媛県

後に新居浜店となった。

## 九州地区
- フクオカダイエー（1963年（昭和38年）3月[31] - 1969年（昭和44年）8月改称[29]、ダイエーに吸収合併） 福岡県

福岡に進出の際に中屋百貨店を買収し、1969年（昭和44年）8月フクオカダイエーに改称した。
全国の地方で運営していた会社を集約する為、1969年（昭和44年）8月にダイエーに吸収され消滅した。
- 九州ダイエー（1980年（昭和55年）11月18日 - 1981年（昭和56年）9月1日ユニードに吸収合併[30]） 福岡県

「ユニード」との経営統合に向けた布石として九州地区のダイエー17店舗を継承したもので、1981年（昭和56年）9月1日ユニードに吸収合併され消滅。
その後、一部の店舗はダイエーが引き続き使用されたが、大半の店舗はユニードやアピロスに名称変更した。
- ユニード → ユニードダイエー（1946年（昭和21年）2月4日[1] - 1994年（平成6年）3月1日にダイエーに吸収合併[35]） 福岡県福岡市博多区博多駅前2丁目10-19[50]

- 丸衆商事 → 九州スーパーマーケットダイエー → グルメシティ九州（1959年（昭和34年）12月5日設立[2] - 1976年（昭和51年）1月 - 2009年（平成21年）3月、ダイエーに吸収合併） 福岡県福岡市中央区荒戸1-10-20[2]

- 熊本城屋（? - 1995年（平成7年）9月1日にダイエーに店舗を譲渡[56]） 熊本県

大洋デパート跡地で百貨店、熊本城屋を運営する会社。
ユニード出資により設立されたが、後にダイエーも資本に参加し、その後、ダイエーとなる。その際に、ダイエー城屋・城屋ダイエーと名称を変更している。
1995年（平成7年）に不採算による子会社整理の影響で店舗をダイエーに譲渡、その後は建物・土地を管理する不動産会社となるも後に清算された。
現在は、熊本下通店（店番号:0631）として営業している。
- FCプラザ大島（? - 1997年（平成9年）5月にダイエーに店舗を譲渡[25]） 鹿児島県

ユニードダイエープラザ大島店を運営していた会社。FC契約を結び展開するも、1997年（平成9年）9月に直営に切り替えられた。
現在は、プラザ大島店（店番号:0663）として営業を続けている。
- ダイナハ（1973年（昭和48年）8月28日設立[57] - 1994年（平成6年）3月1日にダイエーと合併[35]） 沖縄県那覇市牧志1-19-29

ダイエー本体ではなく、地元資本との共同出資により(株)ダイナハ設立。合併当時は3店舗を運営していた。
- ショッパーズイトマン（? - ?、ダイナハに吸収） 沖縄県

糸満店を営業していた店舗。後にダイナハに吸収された。
- ココマート（1983年（昭和58年）[58] - 2002年（平成14年）11月ダイエーの経営悪化により解散[58]） 沖縄県

ダイエーが実質完全出資で設立した食品スーパーを運営する会社。全5店舗。
創業当初から経常赤字が続いており、ダイエーの経営悪化により完全閉鎖が決定。その後、解散し2003年（平成15年）2月までに清算された。

## 日本国外
- ダイエーUSA（別名:THE DAI'EI(USA),INC.、1972年（昭和47年）[59]8月3日 - 2006年（平成18年）2月8日にドン・キホーテに譲渡[59]） アメリカ合衆国ハワイ州ホノルル市[59]

アメリカでの総合スーパー運営会社。設立と同年の11月にはパールリッジ店がオープンしている。2005年（平成17年）1月末時点でハワイで4店舗を展開していた。
ドン・キホーテがに2006年（平成18年）2月8日付で譲渡され、にドン・キホーテ初の海外店舗となった。社名を「ドン・キホーテUSA（Don Quijote (USA) Co., Ltd.）」に変更し、店舗を順次、DonQuijote（ドン・キホーテ）に転換していった。
なお、ドン・キホーテのダイエーUSAに買収にあたって、買収まで一ヶ月を切った現地のチラシ（当時はダイエー）で、ダイエーのロゴマークの背後にドン・キホーテのマスコットキャラクターのドンペン君が手を振っているという共演が実現している。
- 天津大栄国際貿易有限公司（1995年（平成7年）5月24日[61] - ） 天津市

当社が95%、天津市対外貿易総公司が5%を出資して設立した合弁会社。
2005年（平成17年）2月時点で天津市内に食品スーパー12店舗を運営していたが、産業再生機構の傘下での経営再建策の一環一括で売却し、撤退することになった。